# 349 (tal)
349 är det naturliga talet som följer 348 och som följs av 350.

## Inom vetenskapen
- 349 Dembowska, en asteroid.

## Inom matematiken
- 349 är ett udda tal
- 349 är ett primtal
- 349 är ett defekt tal
- 349 är ett lyckotal
- 349 är primtalstvilling med 347

## Övrigt
- 349 är sedan 1976 antalet platser i Sveriges riksdag.